# Liste der türkischen Botschafter in Japan
Der Botschafter leitet die türkische Botschaft in Tokio und ist regelmäßig auch bei den Regierungen in Melekeok (Palau) und Palikir (Föderierte Staaten von Mikronesien) akkreditiert.
1924 nahmen die japanische und die türkische Regierung diplomatische Beziehungen auf.
Kanzlei und Residenz wurden 1977 nach einem Entwurf von Kenzō Tange für 35 Beschäftigte in Harajuku erstellt.
| Ernennung Akkreditierung | Botschafter           | Bemerkung | Ministerpräsident der Türkei | Premierminister Japans | Posten verlassen |
| ------------------------ | --------------------- | --- | ---------------------------- | ---------------------- | ---------------- |
| 1925                     | Hulusi Fuat Tugay     | Geschäftsträger | Ali Fethi Bey                | Kiyoura Keigo          | 1929             |
| 1929                     | Cevat Ezine           | Gesandter, 19. Dezember 1931 – 21. Mai 1932: Gesandter in Warschau | Ali Fethi Bey                | Hamaguchi Osachi       | 1931             |
| 1931                     | Nebil Batı            | | Ali Fethi Bey                | Wakatsuki Reijirō      | 1936             |
| 1936                     | Hüsrev Gerede         | | Ali Fethi Bey                | Hirota Kōki            | 1939             |
| 1939                     | Ahmet Ferit Tek       | | Refik Saydam                 | Hiranuma Kiichirō      | 1943             |
| 1944                     | Ali Muzaffer Göker    | (* 1888 in Istanbul; † 10. Juni 1959), Studium an der Institut d’études politiques de Paris, Von der 4. bis zur 7. Legislaturperiode saß er für Konya in der Große Nationalversammlung der Türkei Rücktritt: 3. August 1944, 1944–1945: Botschafter in Tokyo | Ahmet Fikri Tüzer            | Koiso Kuniaki          | 1945             |
| 1952                     | İzzet Aksalur         | | Adnan Menderes               | Yoshida Shigeru        | 1955             |
| 1955                     | Semih Baran           | | Adnan Menderes               | Hatoyama Ichirō        | 1957             |
| 30. Mai 1957             | Süreyya Anderiman     | (* 28. September 1902 in Taif; † 28. September 1959 in Tokio), 1946–1957: Botschafter in Oslo, beging unmittelbar nach dem Besuch einer türkischen Parlamentsdelegation in Tokio mit seiner Frau Selbstmord. | Adnan Menderes               | Kishi Nobusuke         | 28. Sep. 1959    |
| 1960                     | Nejad Kemal Kavur     | | Cemal Gürsel                 | Ikeda Hayato           | 1962             |
| 1963                     | Melih Esenbel         | | İsmet İnönü                  | Ikeda Hayato           | 1966             |
| 1967                     | Turgut Aytuğ          | | Suat Hayri Ürgüplü           | Satō Eisaku            | 1970             |
| 1970                     | Şükrü Elekdağ         | (* 29. September 1924 in Istanbul), Abitur: Galatasaray-Gymnasium, 1979–1989: Botschafter in Washington, D.C. | Suat Hayri Ürgüplü           | Satō Eisaku            | 1974             |
| 1974                     | Celal Eyiceoğlu       | | Bülent Ecevit                | Miki Takeo             | 1979             |
| 1979                     | Nazif Çuhruk          | | Süleyman Demirel             | Ōhira Masayoshi        | 1983             |
| 1983                     | Nurver Nureş          | | Turgut Özal                  | Nakasone Yasuhiro      | 1987             |
| 1987                     | Umut Arık             | | Turgut Özal                  | Takeshita Noboru       | 1992             |
| 1992                     | Necati Utkan          | (* 1942 in Ankara), 1961: St. Joseph High School (Istanbul), 1965 Politikwissenschaft Universität Ankara, trat 1965 in den auswärtigen Dienst, 1990–1992 Botschafter in Bagdad, 1992–1996: Botschafter in Tokio, 1996–1997 Präsident der Türkisches Präsidium für Internationale Kooperation und Koordination, 1997–1999: stellvertretender Unterstaatssekretär und Öffentlichkeitsarbeit, 1999–2004: Botschafter in Rom, ständiger Vertreter bei der Ernährungs- und Landwirtschaftsorganisation der Vereinten Nationen, 2007: Versetzung in den Ruhestand.               | Süleyman Demirel             | Miyazawa Kiichi        | 1996             |
| 1996                     | Gündüz Suphi Aktan    | (* 7. August 1941 in Safranbolu; † 19. November 2008 in Ankara), 1998–2007: Kolumnist für Radikal (Tageszeitung), stellvertretender Vorsitzender der Milliyetçi Hareket Partisi, löste Ümit Özdağ als Vorsitzender des Center for Eurasian Strategic Studies ab, 1962 Studium der Politikwissenschaft an der Universität Ankara, vom Innenministerium beschäftigt, 1967 trat in den auswärtigen Dienst, 1988–1991: Botschafter in Athen, 1991–1995:Vertreter beim Büro der Vereinten Nationen in Genf, 1996–1998: Botschafter in Tokio, 1998: Versetzung in den Ruhestand. | Necmettin Erbakan            | Ryūtarō Hashimoto      | 1998             |
| 1998                     | Yaman Başkut          | (* 7. Februar 1939 in Istanbul; † 8. August 2010), Abitur: Galatasaray-Gymnasium studierte Politikwissenschaft an der Université de Neuchâtel, 1991–1996: Botschafter in Bukarest, 1998–2003, Botschafter in Tokio, 2003: Versetzung in den Ruhestand, Beratervertrag für die Vorbereitungsarbeiten für die Baku-Tiflis-Ceyhan-Pipeline. | Mesut Yılmaz                 | Keizō Obuchi           | 2002             |
| 14. Dez. 2002            | Solmaz Ünaydın        | | Abdullah Gül                 | Jun’ichirō Koizumi     | 16. Dez. 2006    |
| 2007                     | Selim Sermet Atacanlı | (* 1952 in Ankara), Studium der Politikwissenschaft an der Universität Ankara, trat 1975 in den auswärtigen Dienst, 2000–2003: Botschafter in Pretoria in Südafrika | Recep Tayyip Erdoğan         | Yasuo Fukuda           | 3. Apr. 2011     |
| 9. Apr. 2011             | Abdurrahman Bilgiç    | (* 1963 in Adiyaman), 1981: Abitur Kadıköy Anadolu Lisesi, 1985: Studium der Politikwissenschaft an der Universität Ankara, wurde 1985 zum Doktor der Politikwissenschaft promoviert, trat 1986 in den auswärtigen Dienst, 2005–2007: Konsul in München, Januar 2014: Ambassador to the Court of St. James’s. | Recep Tayyip Erdoğan         | Yoshihiko Noda         | 22. Okt. 2011    |
| 27. Apr. 2012            | Serdar Kılıç          | (* 28. März 1958 in Istanbul), 1980: Abitur TED Ankara College Foundation Schools, Studium der Politikwissenschaft an der Universität Ankara, trat 1984 in den auswärtigen Dienst, 2008–2010: Botschafter in Beirut, 27. April 2012 bis 16. April 2014 Botschafter in Tokio, April 2014: Botschafter in Washington, D. C. | Recep Tayyip Erdoğan         | Yoshihiko Noda         |                  |
| 14. Apr. 2014            | Ahmet Bülent Meriç    | (* 22. Februar 1957 in Ankara), 1978: Studium der Politikwissenschaft an der Universität Ankara, trat 1980 in den auswärtigen Dienst, 2007–2009 verschiedene Positionen in Singapur, 2009–2011: Botschafter in Kiew | Ahmet Davutoğlu              | Shinzō Abe             |                  |